# Барановка (Атюр'євський район)
Бара́новка (рос. Барановка, ерз. Барановка) — присілок у складі Атюр'євського району Мордовії, Росія. Входить до складу Атюр'євського сільського поселення.
Населення — 179 осіб (2010; 183 у 2002).
Національний склад станом на 2002 рік:
- мокшани — 96 %